# 레비의 정리
레비의 정리(Levi's theorem, -定理)는 실해석학 및 복소해석학의 정리로, 르베그 적분과 무한급수 연산을 서로 교환할 수 있다는 것을 보장해 주는 정리이다. 이탈리아계 아르헨티나 수학자 베포 레비(Beppo Levi)가 증명하였다.

## 정의
레비의 정리는 다음과 같이 공식화할 수 있다.:29 {fn}이 어떤 측도 공간 X 위에서 정의된 복소 가측 함수의 열이라 하자. 만약 다음이 성립한다면,
{\displaystyle \sum _{n=1}^{\infty }\int _{X}|f_{n}|d\mu <\infty ,}
급수 {\displaystyle f(x):=\sum _{n=1}^{\infty }f_{n}(x)}은 거의 모든 {\displaystyle x\in X}에서 절대수렴하고, 다음이 성립한다.
{\displaystyle \sum _{n=1}^{\infty }\int _{X}f_{n}d\mu =\int _{X}fd\mu .}

## 증명
{\displaystyle g(x):=\sum _{n=1}^{\infty }|f_{n}|} 라 두면 단조 수렴 정리에 의하여,
{\displaystyle \int _{X}g=\int _{X}\lim _{k\to \infty }\sum _{n=1}^{k}|f_{n}|=\lim _{k\to \infty }\int _{X}\sum _{n=1}^{k}|f_{n}|=\lim _{k\to \infty }\sum _{n=1}^{k}\int _{X}|f_{n}|=\sum _{n=1}^{\infty }\int _{X}|f_{n}|.}
를 얻고, 이것이 유한한 값이 된다. 따라서 {\displaystyle g\in L^{1}(\mu )}이다. 또한 거의 모든 {\displaystyle x\in X}에 대해 g는 유한한 값이며 {\displaystyle \sum _{n=1}^{\infty }f_{n}(x)}는 절대수렴한다. 이제 지배 수렴 정리를 이용하면, k = 1, 2, ...에 대하여
{\displaystyle |\sum _{n=1}^{k}f_{n}(x)|\leq \sum _{n=1}^{k}|f_{n}(x)|\leq g(x)}
에서 결과를 얻는다.